# 24: الخلاص
24: الخلاص (بالإنجليزية: 24: Redemption)‏ هو فيلم تلفزيوني مقتبس من المسلسل التلفزيوني توينتي فور تمّ إصداره في نوفمبر 2008 من قِبل شركة شبكة فوكس التلفزيونية.

## روابط خارجية
- 24: الخلاص على موقع IMDb (الإنجليزية)
- 24: الخلاص على موقع روتن توميتوز (الإنجليزية)
- 24: الخلاص على موقع نتفليكس (الإنجليزية)
- 24: الخلاص على موقع قاعدة بيانات الأفلام العربية
- 24: الخلاص على موقع ألو سيني (الفرنسية)
- 24: الخلاص على موقع Turner Classic Movies (الإنجليزية)
- 24: الخلاص على موقع أول موفي (الإنجليزية)
- 24: الخلاص على موقع فيلمافينيتي (الإسبانية)
- 24: الخلاص على موقع قاعدة بيانات الأفلام السويدية (السويدية)
- 24: الخلاص على موقع قاعدة بيانات الفيلم (الإنجليزية)